# Gerd Uhlig
Gerd Uhlig (* 13. Februar 1927; † 26. Januar 2020) war ein deutscher Polizeioffizier. Er war Stellvertreter des Chefs der Deutschen Volkspolizei.

## Leben
Nach dem Zweiten Weltkrieg schloss sich Uhlig der SED an und wurde am 1. Januar 1947 Angehöriger der Deutschen Volkspolizei (DVP). Er begann seinen Dienst bei der Schutzpolizei und schlug die Offizierslaufbahn ein. Von 1954 bis 1959 war er Stellvertreter des Chefs der Bezirksbehörde der Deutschen Volkspolizei (BDVP) Cottbus. Von 1959 bis 1967 war er als Oberst der VP Chef der BDVP Dresden (Nachfolger von Heinrich Hertel) und Mitglied der SED-Bezirksleitung Dresden. Der Vorsitzende des Nationalen Verteidigungsrates der DDR, Walter Ulbricht, ernannte ihn am 3. Juli 1967 zum Generalmajor und Stellvertreter des Chefs der DVP. Als solcher war er für die Schutz- und die Kriminalpolizei zuständig und Leiter der zentralen Arbeitsgruppe „Sicherheit im Straßenverkehr“.
Uhlig wurde als Leiter des Einsatzes der Schutzpolizei für die Panne beim Erfurter Treffen von Willi Stoph und Willy Brandt im März 1970 auf dem Bahnhofsplatz vor dem Tagungshotel verantwortlich gemacht und im November 1970 von seiner Funktion als Stellvertreter des Chefs der DVP entbunden.
Im Januar 1974 wurde er erneut Stellvertreter des Chefs der DVP und war kurzzeitig als Nachfolger von Ewald Eichhorn  Leiter der Politischen Verwaltung im Ministerium des Innern der DDR (MdI). Anschließend war er weiter als General im Ministerium des Innern tätig, zuletzt als Leiter des Büros des Ministers. Am 27. Juni 1988 wurde er von Erich Honecker zum Generalleutnant befördert.
Uhlig lebte in Wildau und starb am 26. Januar 2020 im Alter von 92 Jahren.

## Auszeichnungen
- 1964 Vaterländischer Verdienstorden in Bronze, 1975 in Silber und 1987 in Gold
- 1981 Orden Banner der Arbeit Stufe I
- 1985 Scharnhorst-Orden